# Pia Galise
Pia Galise, née le 2 décembre 1891 à Cava de' Tirreni et morte dans la même ville le 15 octobre 1959, est une peintre italienne du XXe siècle.

## Biographie
Pia Galise naît en 1891 à Cava de' Tirreni. Son père est l'avocat Gennaro Galise et sa mère la dame Angelina Stasio. Elle est la dernière de cinq enfants, après Enrichetta, née en 1881, et Maria, Ermelinda et Domenico, nés en 1888. Elle entretient de très bonnes relations avec son frère Domenico, qui veut lui aussi devenir artiste. Elle apprend la peinture à l'atelier de Raffaele Apicella, qui lui transmet les bases de la peinture à l'huile et à l'aquarelle. Elle étudie par la suite avec Paolo Vetri et Francesco Jerace en 1913. Elle déménage à Naples pour y apprendre la peinture de figures, où elle développe de bonnes compétences en peinture de portraits. Elle vit entre-temps chez son oncle Francesco Saverio Stasio. Pendant ce temps, elle réalise plusieurs copies d'œuvres de Domenico Morelli, Filippo Palizzi et Giovanni Bellini. Elle expose en 1921 à l'Exposition nationale des Beaux-arts des Gris-verts à Naples, puis en 1922 à la seconde exposition d'art moderne de Calabre à Reggio de Calabre. Elle revient à la troisième édition en 1924. En 1923, elle participe à une exposition de groupe dans l'atrium du Théâtre national de Rome. En 1926, Galise fait partie d'une exposition de jeunes artiste au Palazzo dell'Edilizia à Salerne (organisée par Clemente Tafuri), puis participe la même année à la quatrième exposition d'art moderne de Calabre. À la mort de Domenico en 1927, toute la famille est devenue attristée, et Pia refuse notamment la place que lui avait offerte le cercle des artistes de Salerne.
Après son mariage avec Paolo Santacroce en 1929, Pia Galise arrête presque complètement la peinture pour s'occuper de sa famille. Elle continue tout de même de peindre pour son plaisir personnel. Elle reprend son activité artistique en 1947, avec sa peinture Colombi et Ortensia et participe en 1948 à la première édition de l'exposition d'art national de Cava de 'Tirreni. Elle meurt le 15 octobre 1959. Ses capacités artistiques étaient considérées comme de bonne facture et ses peintures étaient frappantes. Cependant, elle ne s'est pas adaptée aux nouveaux mouvements, mais n'en a pas eu l'opportunité.
En 2012, une exposition en son honneur est organisée à Salerne en présence de sa fille, l'autrice Elvira Santacroce, et sa petite fille Renata Fusco.